# Koninklijke Muziekkapel Lokale Politie Antwerpen
De Koninklijke Muziekkapel Lokale Politie Antwerpen is sinds 1901 het huisorkest van de Antwerpse politie. De muziekkapel is een harmonieorkest bestaande uit koper- en houtinstrumenten alsook een percussiesectie. Het orkest heeft ook een tamboerkorps bestaande uit 10 tamboers.

## Geschiedenis
Het harmonieorkest is ontstaan uit de "Politieverbroedering van Groot Antwerpen" die een jaar eerder gesticht was. Een politieverbroedering was een politievakbond avant la lettre. Muziek spelen was een manier om als groep naar buiten te komen zonder verdacht te worden van subversieve activiteiten.
De muziekkapel heeft naast professionele orkesten opgetreden in Denemarken, Italië, Hongarije, Groot-Brittannië, Frankrijk, Duitsland en Zwitserland. De Antwerpse Politiekapel organiseert zelf jaarlijks een kerst- en een lenteconcert.